# JPT
JPT(공식 명칭: JPT日本語能力試験, Japanese Proficiency Test)는 YBM에서 주관 및 시행하는 일본어 능력 평가시험으로, JPT는 JLPT와 함께 국내에서 가장 높은 인지도와 더불어 많이 활용되는 대표적 일본어 능력 시험이다.
일본어 학습자의 일본어 능력을 객관적으로 평가할 목적으로 개발되어, 청해(듣기평가) 100문항, 독해(읽기평가) 100문항, 총 200문항으로 구성되어 있다.

## JLPT와의 비교 및 상관 관계
JPT, JLPT는 일본어 능력 시험으로 가장 높은 인지도를 지닌 만큼, 다른 시험에 비해 두 시험에 대한 선호가 높고, 두 시험에 대한 비교 및 언급이 많다.

JLPT의 경우 N1, N2, N3, N4, N5로 나누어진 급수 중 하나를 선택하여 응시하는 합격/불합격 형태의 평가이고, JPT는 TOEIC과 유사하게 급수 선택 없이 990점 만점의 점수체계를 통해 응시자의 일본어 능력을 평가한다.

[JPT 응시자의 점수대별 JLPT 취득 급수]
| JPT 취득 점수 | JLPT 취득 급수 |
| 660점 이상    | N1             |
| 525점 이상    | N2             |
| 430점 이상    | N3             |
| 375점 이상    | N4             |
| 315점 이상    | N5             |

JPT 공식 홈페이지에서 제공하는 JPT 취득 점수와 JLPT 취득 급수의 상관관계는 위와 같다. 물론 구성상의 차이, 취득 시점 이후 학습 정도에 따라 상대적일 수 있으나 JPT / JLPT 두 시험 성적을 공통으로 요구하는 국내 및 일본 대학의 활용사례를 보면 실제로 본 상관관계가 동일하게 적용되고 있음을 알 수 있다.
JLPT 최상위 급수라 할 수 있는 N1의 요구 점수가 JPT 660점(990점 만점) 이상임을 볼 때, 상급 수준의 일본어 능력에 대한 변별 수단으로 JPT가 활용되는 것을 유추할 수 있다. 실제로 일본어 학습자가 JLPT N1을 취득한 후 JPT 900점 이상 등을 개인적 목표를 세워 도전하고 인증하는 경우도 웹상에서 쉽게 찾을 수 있다.

접근성 측면에서는 JLPT의 경우 1년에 2회(7월, 12월) 시행되고, 성적 발표 역시 시험일로부터 1개월 이상 소요되지만, JPT는 1년에 약 12회 시행되며 성적 발표 역시 8일 만에 이루어진다. 이처럼 응시 기회의 측면이나 빠른 성적 발표일로 볼 때, 접근성에서는 JPT가 월등하다 볼 수 있다.

급수 선택이 없는 시험인 만큼 초급 수준의 학습자에게는 진입장벽이 높은 시험이라는 의견이 있지만, 이는 일본어 능력 평가로써 변별력이 높다는 방증이다.

## 구성
JLPT 등 다른 시험과 같이 희망 급수를 선택하여 합격/불합격으로 평가하는 방식과는 다르게 급수 선택 없이 200문항 풀이에 대한 성적을 점수(10점~990점)로 제공한다.
[JPT 문항 구성]
| 구분            | 유형                | 시간    | 문항수  | 배점  |
| 청해 (듣기평가) | Part 1 - 사진묘사   | 약 45분 | 20문항  | 495점 |
| 청해 (듣기평가) | Part 2 - 질의응답   | 약 45분 | 30문항  | 495점 |
| 청해 (듣기평가) | Part 3 - 회화문     | 약 45분 | 30문항  | 495점 |
| 청해 (듣기평가) | Part 4 - 설명문     | 약 45분 | 20문항  | 495점 |
| 독해 (읽기평가) | Part 5 - 정답찾기   | 50분    | 20문항  | 495점 |
| 독해 (읽기평가) | Part 6 - 오문정정   | 50분    | 20문항  | 495점 |
| 독해 (읽기평가) | Part 7 - 공란메우기 | 50분    | 30문항  | 495점 |
| 독해 (읽기평가) | Part 8 - 독해       | 50분    | 30문항  | 495점 |
| 합계            | 합계                | 약 95분 | 200문항 | 990점 |

## 활용
가.  국내 현황
외국어 능력 평가로 익숙한 TOEIC과 시험 구성 및 진행 방식이 흡사하고[1], 시험 응시 후 성적 발표까지 비교적 신속하게 이루어져 일본어 능력의 평가가 필요한 기업 및 기관에서 널리 쓰인다.
따라서 업무상 일본어 능력이 필요하거나, 신입사원 선발, 인사고과 등의 목적으로 일본어 능력을 인정하고 활용하는 삼성그룹, LG그룹, SK하이닉스, 대한항공 등 대부분의 국내 주요 기업, 기관에서 JPT를 활용하고 있다.
(JPT 활용현황 링크) - [JPT 일본어 능력 시험 공식 사이트] 활용현황 기업/기관

이와 같은 이유로 일어일문학과, 일본학과, 관광과 등 교육과정에서 일본어를 다루는 대부분의 대학의 경우 JPT를 활용 중인 것으로 보인다. 주관사 YBM이 밝힌 주된 활용 목적으로는 신입생 선발, 학점인정, 장학금 지급, 교환학생 선발, 졸업인증 등이 있다.

(JPT 대학 활용현황 링크) - [JPT 일본어 능력 시험 공식 사이트] 활용현황 대학교

가.  해외 현황
JPT 시행 초기에는 국내 기업 및 대학 위주로 활용됨에 따라, 주로 국내 대학 입학, 졸업 및 취업 등의 목적으로 응시가 이루어졌다.
그러나 현재에는 JPT 시행 국가가 국내 및 일본, 중국, 태국, 베트남, 인도네시아, 홍콩, 대만 등으로 확대되고 있고, 관련 자료([JPT 일본어 능력 시험 공식 사이트] 공지사항)를 참고하면 시행국 지속 확대와 영향력 강화에 집중하여 해외에서의 활용성이 점차 커지는 모습이다.
주목할 점은, JPT는 일본 법무성 출입국재류관리청(出入国在留管理庁)으로부터 일본어 교육 기관 입학 비자 발급 요건으로 공식 인정되었다는 것이다[. 현재 일본 외의 국가에서 주관하는 일본어 능력 시험 중 비자 요건으로 인정되는 시험은 JPT가 유일하다.

일본에서는 리츠메이칸 아시아태평양대학(立命館 Asia Pacific University), 케이아이대학(敬愛大学), 도쿄후지대학(東京富士大学), 교토세이카대학(京都精華大学) 등 일본 전역에 위치한 350개 이상의 대학 및 전문학교, 일본어학교에서 유학생 선발 및 교환학생 지원 자격으로 JPT가 활용되고 있다.
(JPT 해외 활용현황 링크) - JPTスコア 採用先一覧 | JPT（日本語能力試験） (jptest.jp) 보관됨 2022-05-17 - 웨이백 머신
[1] 별도의 급수 선택 없이 총 200문항 / 990점 만점으로 구성되어 있다.